# Isis Holt
Isis Holt (Camberra, 3 de julho de 2001) é uma atleta paralímpica australiana. Nasceu com paralisia cerebral.
É especialista em corridas de velocidade da categoria T35.
Obteve a medalha de ouro no Campeonato Mundial de Atletismo Paralímpico, em 2015.
Isis defendeu as cores da Austrália disputando os Jogos Paralímpicos do Rio de Janeiro, em 2016, onde conquistou duas medalhas de prata e uma de bronze.